# إيلدر فوغل
إيلدر فوغل (بالإنجليزية: Elder Vogel)‏ هو سياسي أمريكي، ولد في 9 يوليو 1956 في الولايات المتحدة. حزبياً، نشط في الحزب الجمهوري. وقد انتخب عضو مجلس ولاية بنسيلفانيا.